# Unabiara collaris
Unabiara collaris là một loài bọ cánh cứng trong họ Cerambycidae.